# الكريف (جبلة)
الكريف

تعديل مصدري - تعديل

الكريف هي إحدى قرى عزلة وراف بمديرية جبلة التابعة لمحافظة إب، بلغ تعداد سكانها 1082 نسمة حسب تعداد اليمن لعام 2004.